# Fairmount (Illinois)
Fairmount é uma vila localizada no estado americano de Illinois, no Condado de Vermilion.

## Demografia
Segundo o censo americano de 2000, a sua população era de 640 habitantes.
Em 2006, foi estimada uma população de 638, um decréscimo de 2 (-0.3%).

## Geografia
De acordo com o United States Census Bureau, Fairmount tem uma área de 0,8 km², dos quais 0,8 km² são cobertos por terra e 0,0 km² cobertos por água.

## Localidades na vizinhança
O diagrama seguinte representa as localidades num raio de 16 km ao redor de Fairmount.